# Abbaye bénédictine Sant'Eufemia
L'abbaye bénédictine Sant'Eufemia (en italien, Abbazia benedettina di Sant'Eufemia  connue également sous le nom  Abbazia di Santa Maria), est une abbaye située dans la commune de Lamezia Terme, en Calabre, devenue siège d'un bailliage de l'ordre de Malte,.

## Historique

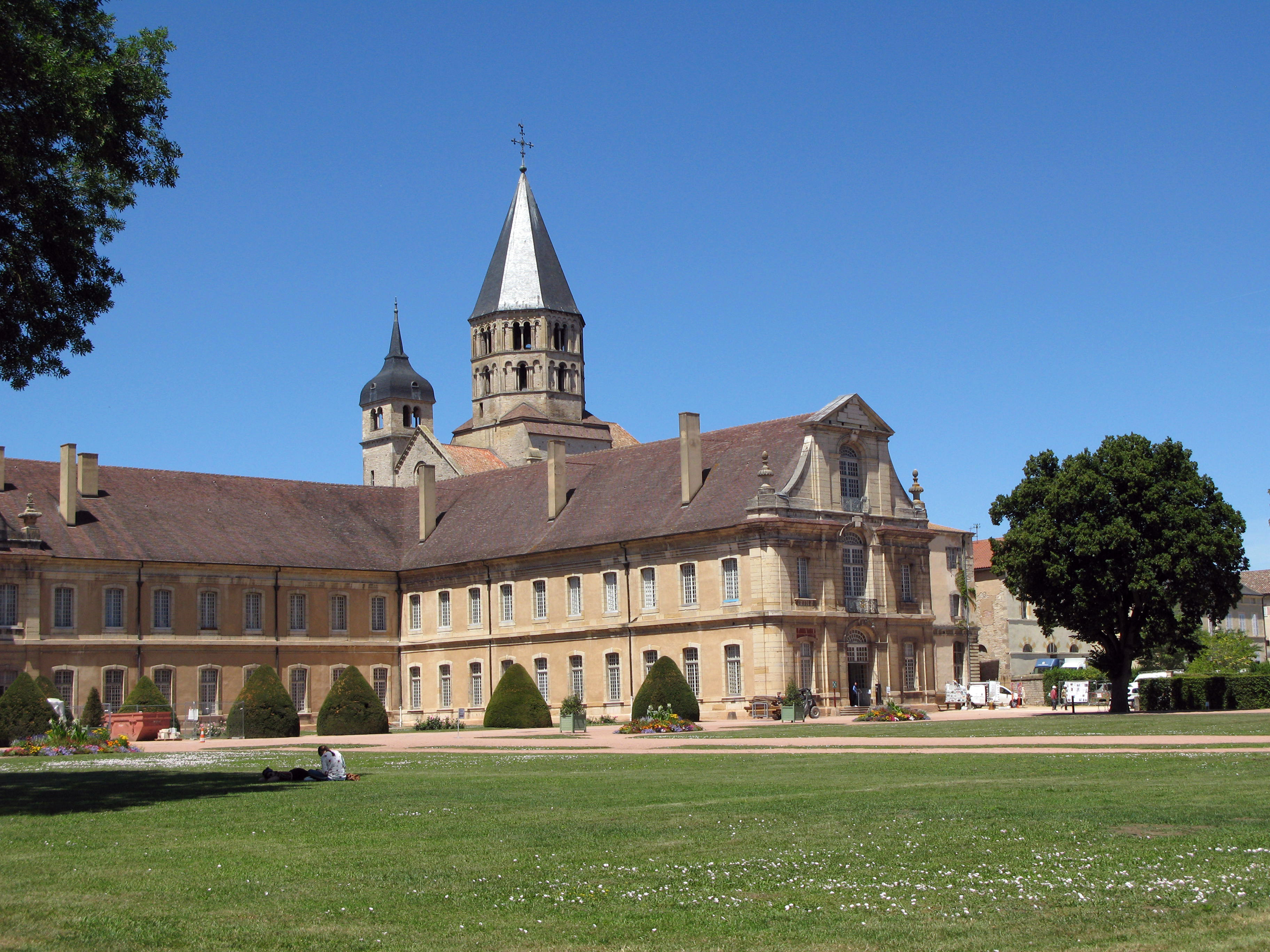
Abbaye de Cluny.

Elle a été fondée en 1062 par Robert Guiscard sur le site où se trouvait un ancien monastère byzantin dédié à Hagìa Euphemia de Nèokastron, lequel fut détruit par les habitants de la région, premier témoignage d'une fondation religieuse en Calabre. Cette abbaye est devenue en quelques décennies l'un des centres monastiques les plus puissants et les plus célèbres du Moyen Âge, dont l'influence religieuse, culturelle et politique s'est étendue à de vastes zones de la Calabre.
Sa construction faisait partie du programme de latinisation du territoire, une référence claire au pouvoir religieux du Saint-Siège qui, avec le rite latin, exerçait un fort contrôle économique et politique sur la zone. La construction fut confiée à l'abbé Robert de Grandmesnil, comme le constate le diplôme de fondation délivré par Robert Guiscard, en acquérant également le contrôle.
Grandmesnil arriva sur ces terres à la suite de onze moines, tous issus de la noblesse normande. Grandmesnil a conçu et construit une structure majestueuse et raffinée de style nordique-bénédictin, faisant exactement référence au modèle de l'abbaye de Cluny (dont est issu Grandmesnil). Robert de Grandmesnil, ainsi que les princes normands et le pape Nicolas II, furent ravis de ce chef-d'œuvre architectural et politique, qu'ils décidèrent de reproduire également à Mileto avec l'abbaye Sainte-Trinité de Mileto, fondée en 1080 par Roger Ier de Sicile.

### Apogée
L'abbaye a connu sa plus grande splendeur dans la première période qui a suivi sa construction ; elle possédait des honneurs et des richesses, des territoires immenses, des monastères, des églises, des fermes et des villages situés dans presque toute la plaine, y compris la moitié de la ville de Nicastro. Elle devint immédiatement une puissance féodale importante et sans égal dans toute la Calabre. Plus tard, il put avoir des concurrents (abbaye de Bagnara Calabra, Mileto, abbaye de Corazzo et l'abbaye de Sambucina, avec lesquelles elle était presque toujours en conflit). Mais elle reste la préférée de Robert Guiscard, à tel point qu'il y fit enterrer sa mère Fredesenta et y passa de longs moments de repos. 
Même sous les Souabes, l'abbaye continua à jouir des faveurs et à se développer ; il participa activement aux événements religieux et politiques de l'époque, se rangeant même dans certains cas du côté de l'Empire contre la papauté. On sait qu'en 1197 l'abbé Riccardo a agi comme juge avec Bonomo, archevêque de Cosenza, dans un différend survenu entre les monastères S. Giovanni in Fiore et celui de Caccuri concernant l'utilisation de certains pâturages de Sila. En 1240 Frédéric II du Saint-Empire entame des négociations avec l'abbé Giovanni concernant l'échange de Nicastro avec le hameau de Nocera et son port, le porto Nave Arata et la moitié du hameau d'Aprigliano.
Négociations longues et laborieuses, mais avantageuses pour les Bénédictins de Sainte-Euphémie, qui purent ainsi accroître leur pouvoir, en achetant l'accès aux bois de Sila et le débouché sur la mer pour leur commerce.

### Décadence
Avec l’arrivée des Angevins, le monastère entame son lent mais constant déclin. En effet, en 1268, à la place de l'abbé, apparaît un prieur, signe évident de la réduction numérique de la communauté religieuse. Quelque temps plus tard, les Bénédictins durent quitter l'abbaye pour céder la place aux chevaliers de l'ordre de Saint-Jean de Jérusalem (plus tard chevaliers de Malte) qui en firent un bailliage dépendant du grand prieur de Capoue. En 1268, Pietro de Mussac, prieur de Sant'Eufemia, en 1317 Falcone Pancapalea, en 1370 Manuele Chabant, 1449 Filarete Ruffo et en 1463 Giorgio Seripando etc. Le prieuré de Sant'Eufemia avait sous sa juridiction, ainsi que le village du même nom, l'église de Santa Maria dans le quartier Terravecchia de Nicastro (aujourd'hui Villa Comunale, ancienne Piazza d'Armi). Ce tremblement de terre a également provoqué l'effondrement de l'abbaye. En fait, il s'agit d'un témoin oculaire qui a laissé une description dans laquelle, entre autres choses, il disait qu'une sorte de lac se formait dans les usines et qu'il était impossible de s'en approcher à cause de la puanteur pestilentielle qu'il dégageait. dégagé; cette puanteur a duré plusieurs jours. Pour alléger les souffrances des survivants, le prieur Gattinara fit construire vingt-huit maisons en brique, une église et de nombreux « pagliari » sur une colline voisine. Ainsi est né le village actuel de Sant'Eufemia Vetere. Dans ce village rénové en 1931 lors des travaux d'assainissement de la plaine, vous pourrez admirer les armoiries de Gattinara sur la façade de l'église et sur la place les restes de quatre colonnes de marbre et de granit de l'ancienne abbaye. À l'intérieur de l'église se trouve une plaque de marbre, trouvée au début des années 1900 parmi les ruines, construite dans un mur par Domenico Valensise, évêque de Nicastro. Une inscription latine atteste que cette plaque fermait à l'origine une niche contenant les reliques de sainte Euphémie et d'autres saintes.

## Description
Frappées par un violent tremblement de terre en 1638, les ruines visibles permettent encore d'appréhender les détails architecturaux qui distinguaient l'édifice. La construction reflète les schémas architecturaux normands typiques en vogue dans le sud de l'Italie ; la façade principale avec les restes des deux clochers, les trois nefs, dont la plus grande centrale, séparée par une série de piliers et les latérales éclairées par une série de fenêtres cintrées, sont encore visibles. De plus, la zone du presbytère est visible, accessible grâce à un escalier à l'est, délimité par les transepts et les trois absides, celle centrale étant plus grande que les deux autres. Le presbytère a ensuite été fouillé, mettant au jour des blocs de marbre polychrome qui menaient à l'autel situé, comme d'habitude, dans l'abside principale, sur les côtés de laquelle se trouvaient des colonnes de fortune reposant sur des éléments architecturaux de l'époque romaine. Dans cette zone, a été mis au jour un revêtement de sol en carreaux de marbre polychrome, opus sectile, obtenus à partir de marbres anciens, dont l'utilisation est typique de la tradition normande et a pour but de souligner la grandeur du pouvoir à l'égal de celui de l'Empire romain
L'église avait un plan basilical, donc à trois nefs, trois absides avec un chœur à gradins et un transept saillant. Du côté ouest, la présence de murs de 3,30 m d'épaisseur suggère l'existence de galeries de femmes accessibles par des escaliers ou des cavités ; les hypothèses sont dues au fait que les vestiges ne remontent qu'à la partie supérieure de l'église, enfin la façade sud est marquée par une série de contreforts et de fenêtres rondes à ogive. En ce qui concerne les tours, il est possible de trouver des éléments attribuables à l'architecture normande, notamment les angles carrés en granit et les fentes en pierre. Le monastère reprend également le motif des fenêtres présentes dans l'église, dont la maçonnerie est composée de galets de rivière de moyenne et grande taille liés par du mortier dont la composition ne remonte pas à l'époque byzantine, mais plutôt à l'époque de construction sous Robert Guiscard.

## Site archéologique
L'abbaye bénédictine est un monument à ciel ouvert, immergé dans des terres pleines d'oliviers et non loin du site archéologique de Terina, une colonie grecque qui s'est installée au VIe siècle av. J.-C. et à partir de laquelle les matériaux réutilisés utilisés dans la construction de le bâtiment. La majestueuse ruine de l'abbaye bénédictine de Sant'Eufemia repose silencieusement sur cette colline non loin du centre historique de Nicastro, où se trouvent les vestiges du château normand-souabe de Nicastro. Une destination pour les touristes et les curieux en quête de calme et de tranquillité et qui accueille depuis plusieurs années le Magna Graecia Teatro Festival.